# Unidade Galega (partido)
Unidade Galega foi um partido político galego nacionalista de esquerdas formado em 1991 herdeiro do PSG-EG e liderado por Camilo Nogueira.
Nas eleições autônomas de 1993 foi em coalização com Esquerda Unida que resultou num fracasso ao não obter representação parlamentária e no ano 1994 integrou-se no BNG. No seu V Congresso Nacional que se celebrou em 20 de setembro de 2003 decidiu se autodissolver como partido político e de se constituir em uma corrente de opinião dentro do BNG.